# Embalse de La Peña
El embalse de La Peña es un embalse español situado en la Hoya de Huesca. Recoge las aguas del río Gállego. Se encuentra dentro del término municipal de Las Peñas de Riglos.